# Neodanuria
Neodanuria är ett släkte av bönsyrsor. Neodanuria ingår i familjen Mantidae.
Kladogram enligt Catalogue of Life:
| Neodanuria | \| \| Neodanuria bolauana \| \| \| \| \| \| Neodanuria simonettai \| \| \| \| |
|            | \| \| Neodanuria bolauana \| \| \| \| \| \| Neodanuria simonettai \| \| \| \| |
|            | Neodanuria bolauana                                                           |
|            |                                                                               |
|            | Neodanuria simonettai                                                         |
|            |                                                                               |